# Portoscuso
Portoscuso (in sardo Portescùsi) è un comune italiano di 4 719 abitanti della provincia del Sulcis Iglesiente. Si trova nella Sardegna sud-occidentale, nella regione del Sulcis-Iglesiente.

## Geografia fisica

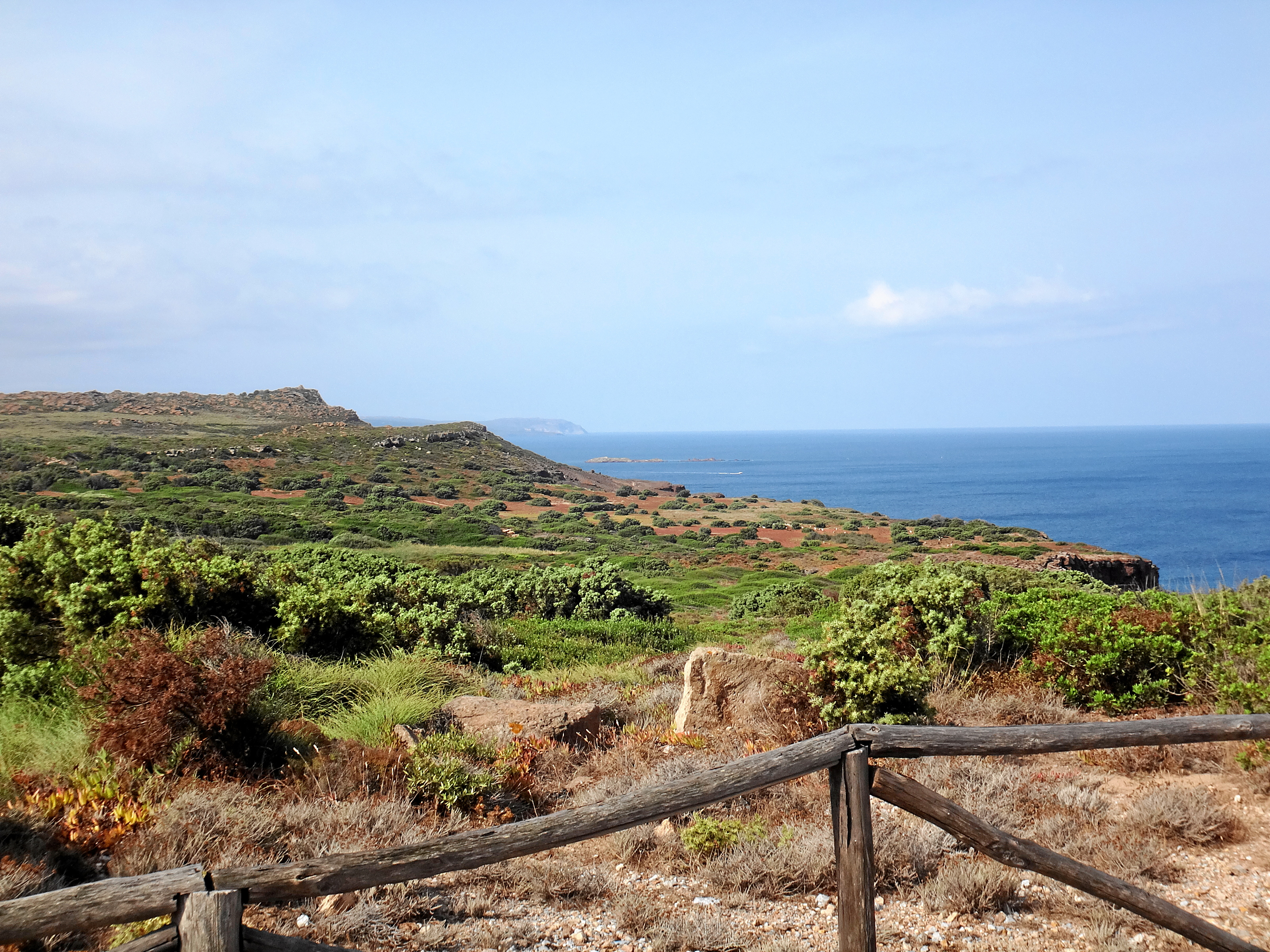
Tratto di costa a nord dell'abitato

Dal punto di vista morfologico il territorio è pianeggiante. I pochi modesti rilievi che si riscontrano nel territorio comunale si trovano a nord dell'abitato e sono Monte Cirfini (158 m s.l.m.) e Punta Maiorchina (163 m s.l.m.).
Il bacino idrografico principale è quello del Rio Paringianu.
La vegetazione autoctona è la tipica macchia mediterranea.
- Classificazione sismica: zona 4 (sismicità irrilevante), Ordinanza PCM n. 3274 del 20/03/2003[6]
- Classificazione climatica: zona B, 794 GG[7]

## Origini del nome
Il nome attuale viene da Puerto Escús; escos o escus in catalano  è il participio passato arcaico di escondir ossia "nascondere"; Portoscuso significa quindi letteralmente "porto nascosto".

## Storia

### Preistoria e storia antica
La presenza dell'uomo nel territorio di Portoscuso risale al Neolitico con l'insediamento all'aperto di Su Stangioni e i ripari sotto roccia in località Crobettana. All'Età del rame appartengono invece le grotte sepolcrali, scoperte nella medesima località, e i circoli megalitici in località Piccinu Mortu e Su Medadeddu nonché il villaggio in località Sa Grutta de Is Abis.

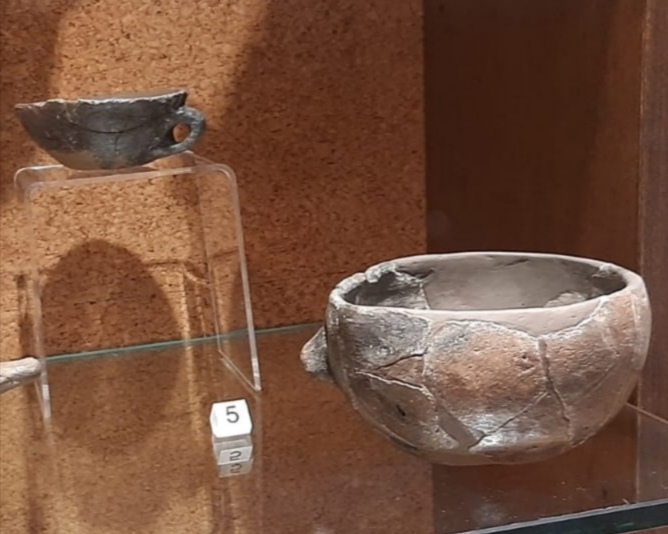
Ceramiche dalla tomba di Punta Niedda, Museo archeologico nazionale di Cagliari.

Dell'Età del bronzo si conoscono i siti, di cultura di Bonnanaro, di Su Stangioni e Punta Niedda e alcuni nuraghi e villaggi di capanne mentre poco oltre il confine comunale con Gonnesa si trova l'importante complesso nuragico di Seruci. La zona fu poi frequentata dai Fenici, seguiti dai Punici e dai Romani del cui passaggio rimangono alcune testimonianze, in particolare per quanto riguarda l'aspetto funebre, con le necropoli in zona San Giorgio e Piccinu Mortu.

### Storia medievale
In epoca medievale il territorio fece parte del Giudicato di Cagliari, inserito nella curatoria di Sulcis. Dopo la scomparsa di quest'ultimo nel 1258 divenne parte dei domini dei della Gherardesca, conti di Donoratico. Esisteva all'epoca un modesto scalo, poi abbandonato e in seguito riarmato nel XVIII secolo, denominato Canelles o Canneddas (toponimo che fa riferimento alla presenza di canneti), di cui rimangono i ruderi di una chiesa intitolata a san Giorgio.
Nell'ottobre del 1323 nelle acque di Canyelles (Portovesme) si svolse un evento bellico di un certo rilievo tra gli Aragonesi, che stavano assediando Villa di Chiesa, e la flotta pisana, capitanata dal viceammiraglio Francesco Zaccio, composta da 33 galee.
(Vittorio Angius (1841), Dizionario Geografico Storico-Statistico-Commerciale degli Stati di S.M. Re di Sardegna (a cura di Goffredo Casalis))

### Storia moderna e contemporanea

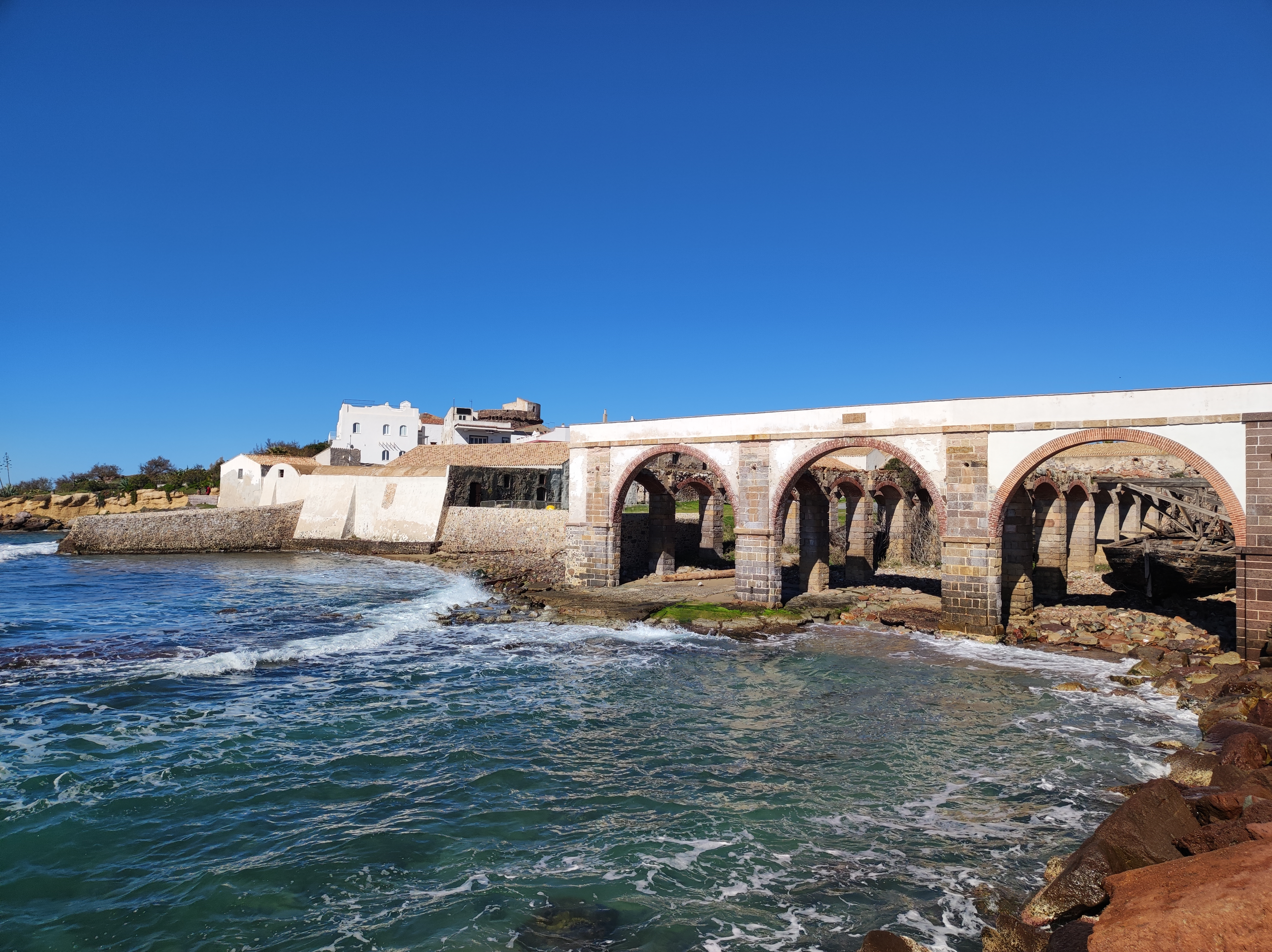
La tonnara

L'odierno abitato di Portoscuso nasce nella seconda metà del XVI secolo, in periodo spagnolo, a seguito della costruzione delle tonnare; il piccolo borgo originario, composto da baracche abitate durante le stagioni di pesca, iniziò a evolvere in paese. 
Sul finire del secolo venne edificata la torre costiera, oggi nota come Torre Spagnola, posta sotto il comando di un alcalde; la torre, data l'esiguità della guarnigione formata da soli due soldati, aveva principalmente una funzione di avvistamento piuttosto che di difesa.
(Vittorio Angius (1841), Dizionario Geografico Storico-Statistico-Commerciale degli Stati di S.M. Re di Sardegna (a cura di Goffredo Casalis))
Portoscuso era inoltre un importante scalo commerciale per lo sbarco di merci destinate a Iglesias.

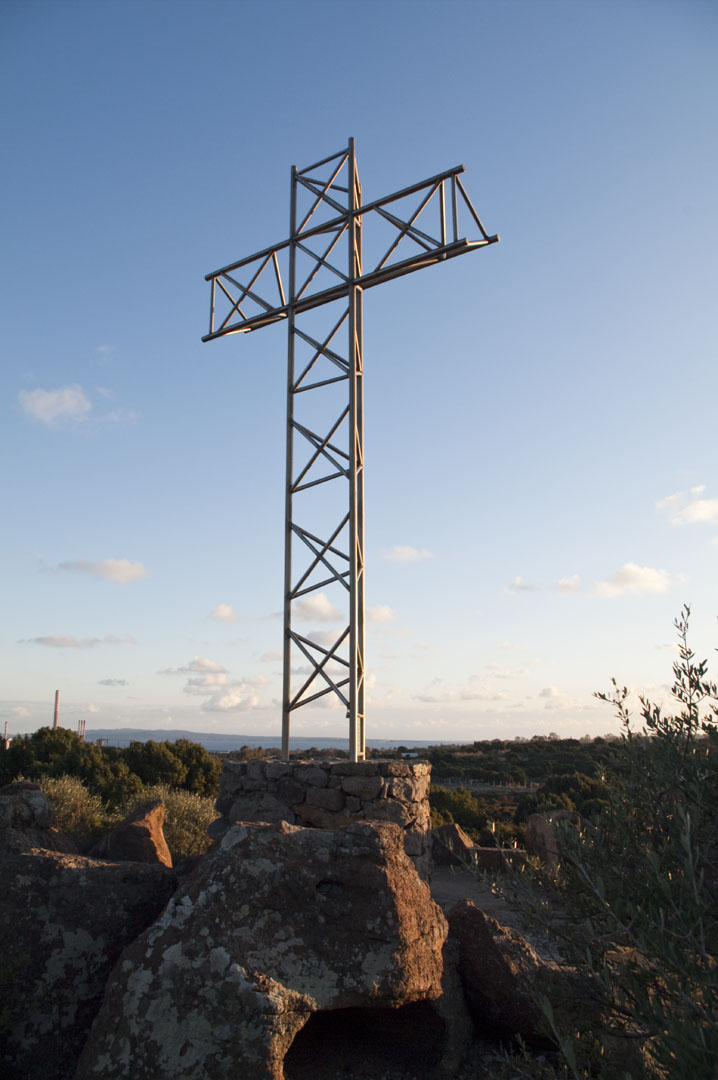
La croce commemorativa dell'eccidio di Monte Dolorosu

Nel XVII secolo vi operavano tonnarotti, corallai e mercanti di varia provenienza, sia sardi che siciliani (i primi Rais provenivano da Trapani e probabilmente importarono il culto della Madonna d'Itria), liguri, marsigliesi e maiorchini.
Il paese venne ripetutamente assalito dai pirati barbareschi, in una di queste incursioni la torre fu semidistrutta e alcuni dei suoi abitanti, che avevano trovato rifugio presso la zona dove oggi sorge il campo sportivo comunale, furono ivi trucidati o schiavizzati. Tale località oggi è nota col nome di Monte Dolorosu cioè "il monte del dolore". A ricordo di tale storico evento sono poste sul luogo, da anni, una croce e una lapide in memoria di quegli sventurati.
(Vittorio Angius (1841), Dizionario Geografico Storico-Statistico-Commerciale degli Stati di S.M. Re di Sardegna (a cura di Goffredo Casalis))
Nel 1630 la tonnara di Portoscuso fu acquistata all'asta da Blasco Ilarione de Alagón. Nel 1677 venne acquistata dai Genovès che ottennero anche il titolo baronale.
Nel 1738, ormai in epoca sabauda, nella tonnara di Su Pranu (il "pianoro"), furono ospitate le numerose famiglie di profughi liguri provenienti da Tabarka, appena giunte in terra sarda in attesa che venisse completata la nuova cittadina di Carloforte, sull'isola di San Pietro, dove si sarebbero potute trasferire.

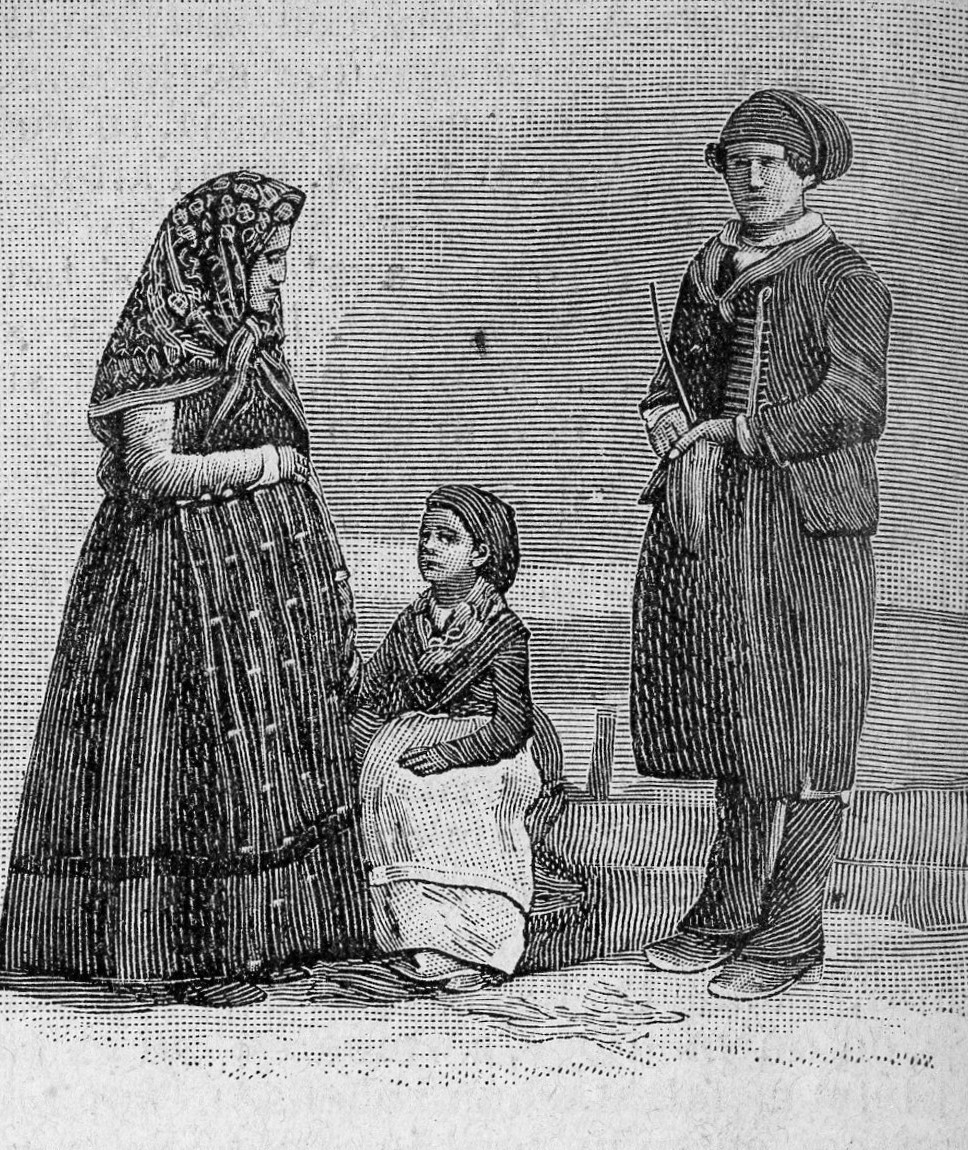
Costumi di Portoscuso (xilografia, 1901)

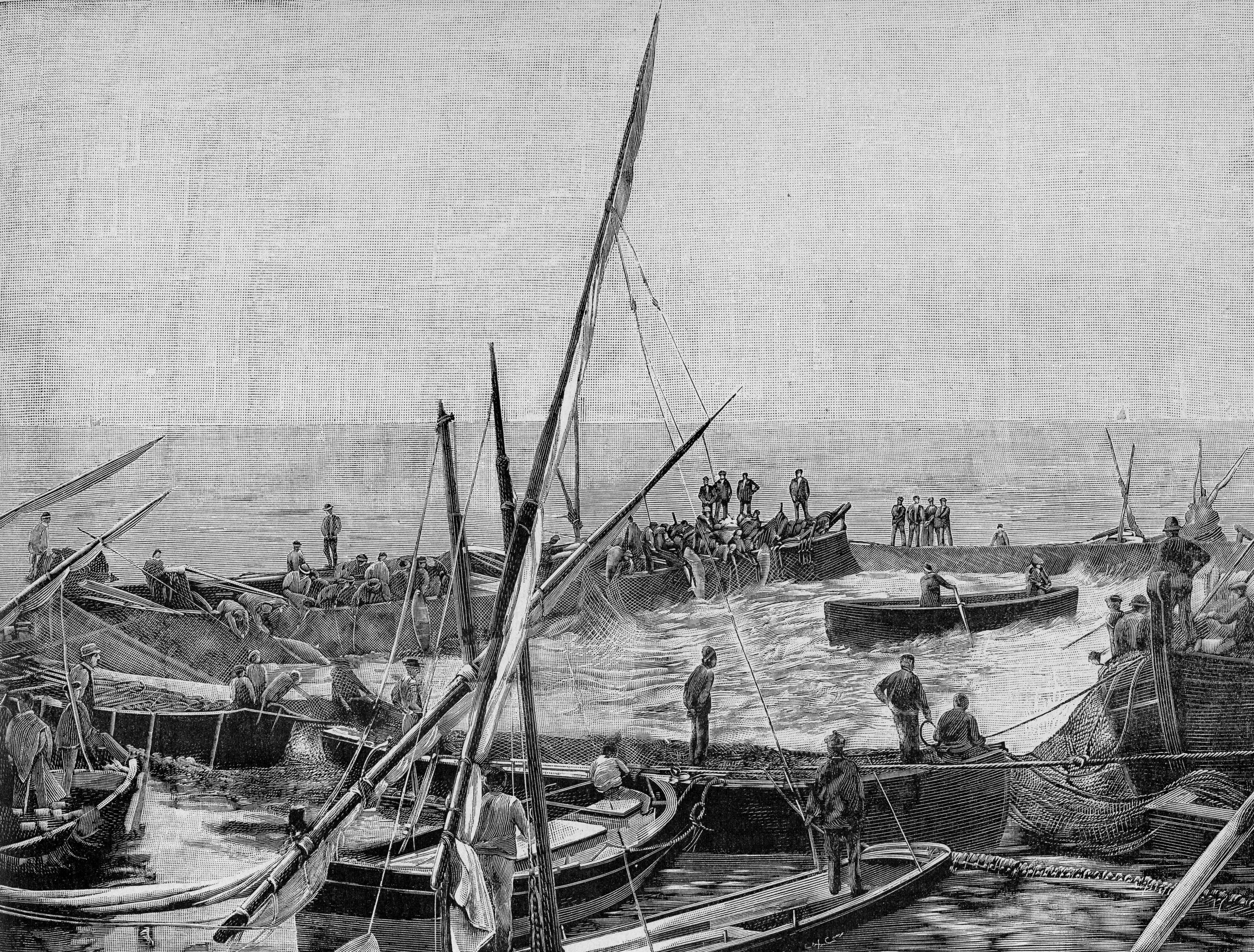
La mattanza – Pesca di tonni (xilografia, 1901)

Portoscuso nel 1821 entrò a far parte della provincia di Iglesias, che rimase operativa fino al 1848. Successivamente il paese fu inserito nella divisione amministrativa di Cagliari e dal 1859 nell'omonima provincia. Furono i Genovès gli ultimi baroni del feudo e nel 1853 divenne comune autonomo; anche se nel 1863, fu proposto che il comune fosse annesso a quello di Gonnesa. Nell'Itinerario dell'Isola di Sardegna, del generale piemontese Alberto Della Marmora, si trova una piccola descrizione della Portoscuso di metà '800.
(Alberto Della Marmora, Itinerario dell'Isola di Sardegna, 1860)
Il 29 dicembre 1922 un gruppo di fascisti uccise i fratelli Fois, battellieri socialisti di Portoscuso. Fatto ricordato da Emilio Lussu in Marcia su Roma e dintorni.
Nel 1935 il governo fascista, in previsione di futuri attacchi nemici alle attività minerarie del Sulcis, su Portovesme e la vicina centrale termoelettrica, fece erigere a Portoscuso un sistema di fortificazioni, ancora visibili a Capo Altano e in altre località del territorio comunale. Nel 1940 venne accorpato a Carbonia, per poi riconquistare l'autonomia nel 1945. Gerardo Sergi, carabiniere nativo di Portoscuso, fu una delle vittime dell'eccidio delle Fosse Ardeatine a Roma nel 1944.
Dopo la seconda guerra mondiale, tra gli anni sessanta e settanta si sviluppò il polo industriale di Portovesme. Tra il 1951 e il 1961 la popolazione crebbe del +42,6%, mentre tra il 1961 e il 1971 del +32,8%, incremento demografico proseguito sino agli anni 1990.

### Simboli
Lo stemma e il gonfalone del comune di Portoscuso sono stati concessi con decreto del presidente della Repubblica del 4 giugno 1979.
Lo stemma è semipartito troncato: nel primo, d'argento, è raffigurata una fabbrica di rosso, con ciminiera fumante; nel secondo, di rosso, la torre di Portoscuso d'argento; nel terzo d'azzurro, un tonno al naturale.
Simbolo di Portoscuso è la torre spagnola che si trova all'interno del paese, nei pressi della chiesa della Madonna d'Itria e della Tonnara, e domina il golfo circostante.
Il gonfalone è un drappo di azzurro.

## Monumenti e luoghi d'interesse

### Architetture religiose
- Chiesa di Sant'Antonio da Padova: considerata la più antica chiesa del paese, è dedicata a Sant'Antonio da Padova, protettore delle tonnare; si trova all'interno dell'antica tonnara.
- Chiesa di Santa Maria d'Itria: sita al di fuori della tonnara di Su Pranu, venne edificata intorno al 1655, per volere del marchese Vivaldi Pasqua, e ricostruita nel 1956. Tra gli arredi si segnalano due dipinti sulle pareti laterali e una statua della Vergine in legno policromo del XVIII secolo.[22]
- Chiesa di San Giovanni Battista: eretta negli anni ottanta del XX secolo.

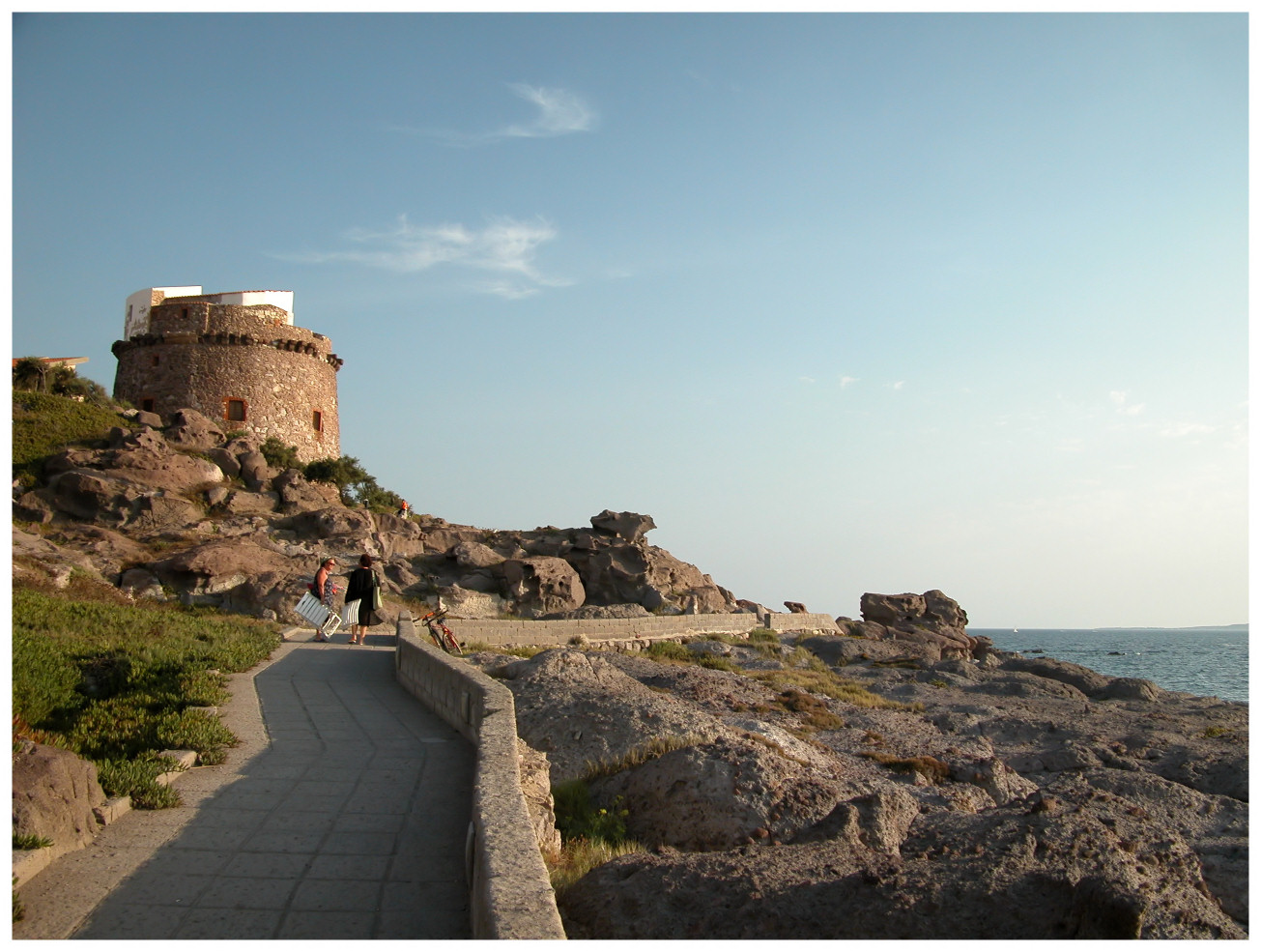
La Torre Spagnola

### Architetture militari
- Torre Spagnola: la torre costiera venne fatta erigere dagli spagnoli nella seconda metà del XVI secolo (nel 1577 secondo la Carta di Rocco Cappellino[23]) come difesa dai corsari barbareschi. È realizzata in tufo e trachite della zona e sorge sulla cima di un piccolo promontorio. Ha un unico portale d'ingresso a 3,5 metri dal suolo, raggiungibile da una scala dalla cui cima si può vedere la chiesa di Santa Maria d'Itria e la tonnara Su Pranu. Alla fine degli anni cinquanta, durante alcuni scavi, alla sua base furono trovati resti umani e cannoni di epoca tardo-medievale, attualmente custoditi a Cagliari. Nel 2017 è stato rinvenuto un'ulteriore cannone di epoca spagnola ai piedi della torre[24].
- Batteria antinave e antiaerea "Capo Altano".

### Architetture civili
- Tonnara di Su Pranu: la tonnara di Su Pranu risale alla metà del XVI secolo, quando il governo spagnolo autorizzò il mercante cagliaritano Pietro Porta a costruire una tonnara per la pesca del tonno rosso. Nel corso dei secoli furono costruite attorno allo spazio della tonnara numerose strutture, tra cui abitazioni, magazzini, locali per la lavorazione e una chiesa, che circondano una grande piazza. Dopo anni d'abbandono, l'intero complesso è stato acquisito dal comune nel 2006. A seguito dei lavori di restauro, nel 2010 sono stati aperti gli spazi espositivi in occasione della manifestazione "Fiera del Sud-Ovest", mentre nel 2011 sono stati riaperti al pubblico ulteriori nuovi spazi restaurati.
- Su Marchesu: in paese trovasi anche la villa "Su Marchesu" o Poggio Maureddu, che fu del nobile sardo Pes di Villamarina conte di Vallermosa, marchese di Villamar e barone dell'isola Piana. Nel 1912 questo nobile aveva fatto edificare tale villa, tuttora esistente all'ingresso del paese, per trascorrervi momenti di riposo.
- Fontana de Is Piccas: unica fonte superstite delle tre fonti d'acqua che approvvigionavano il paese nel XIX secolo[25].

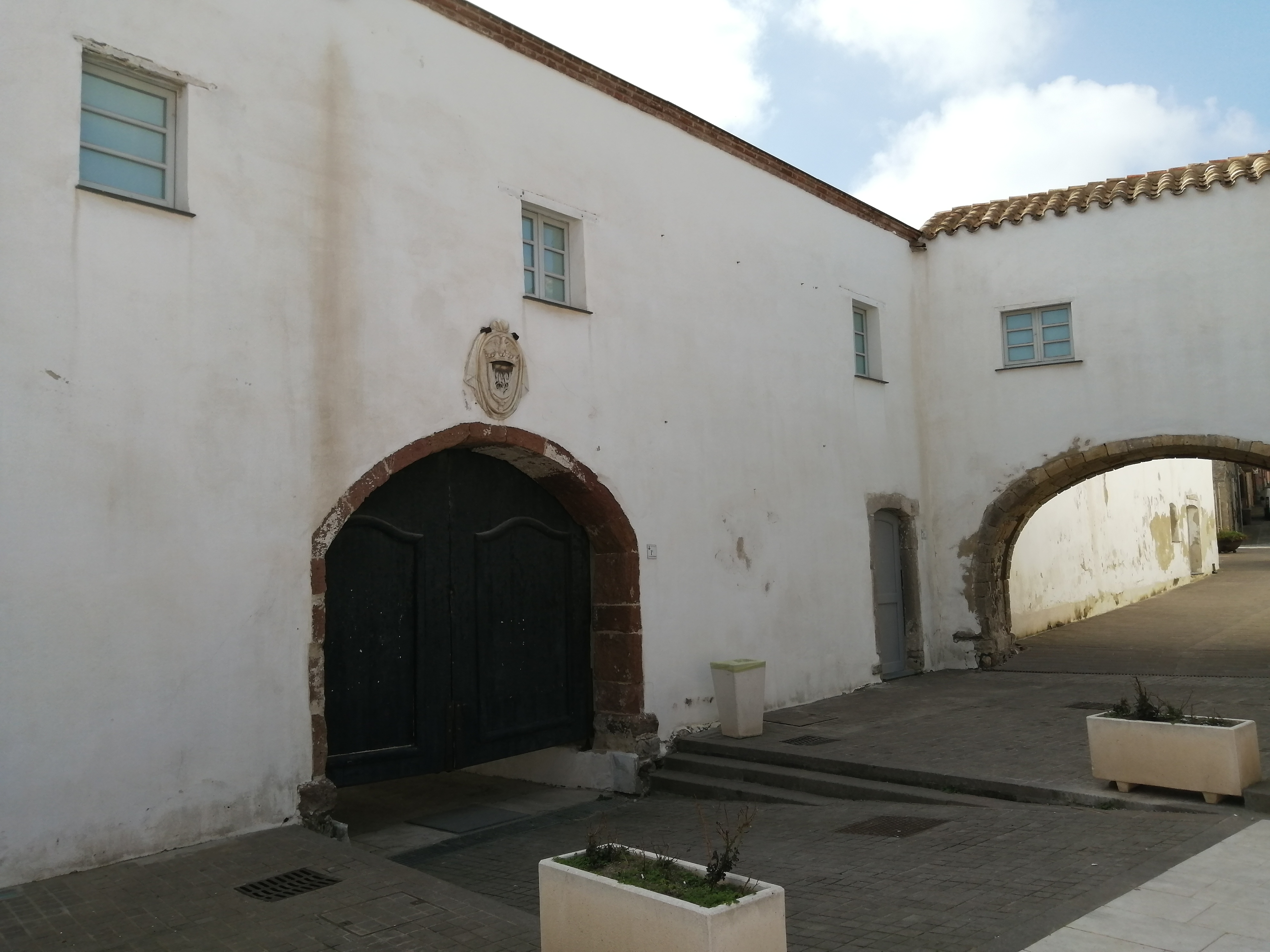
Tonnara di Su Pranu
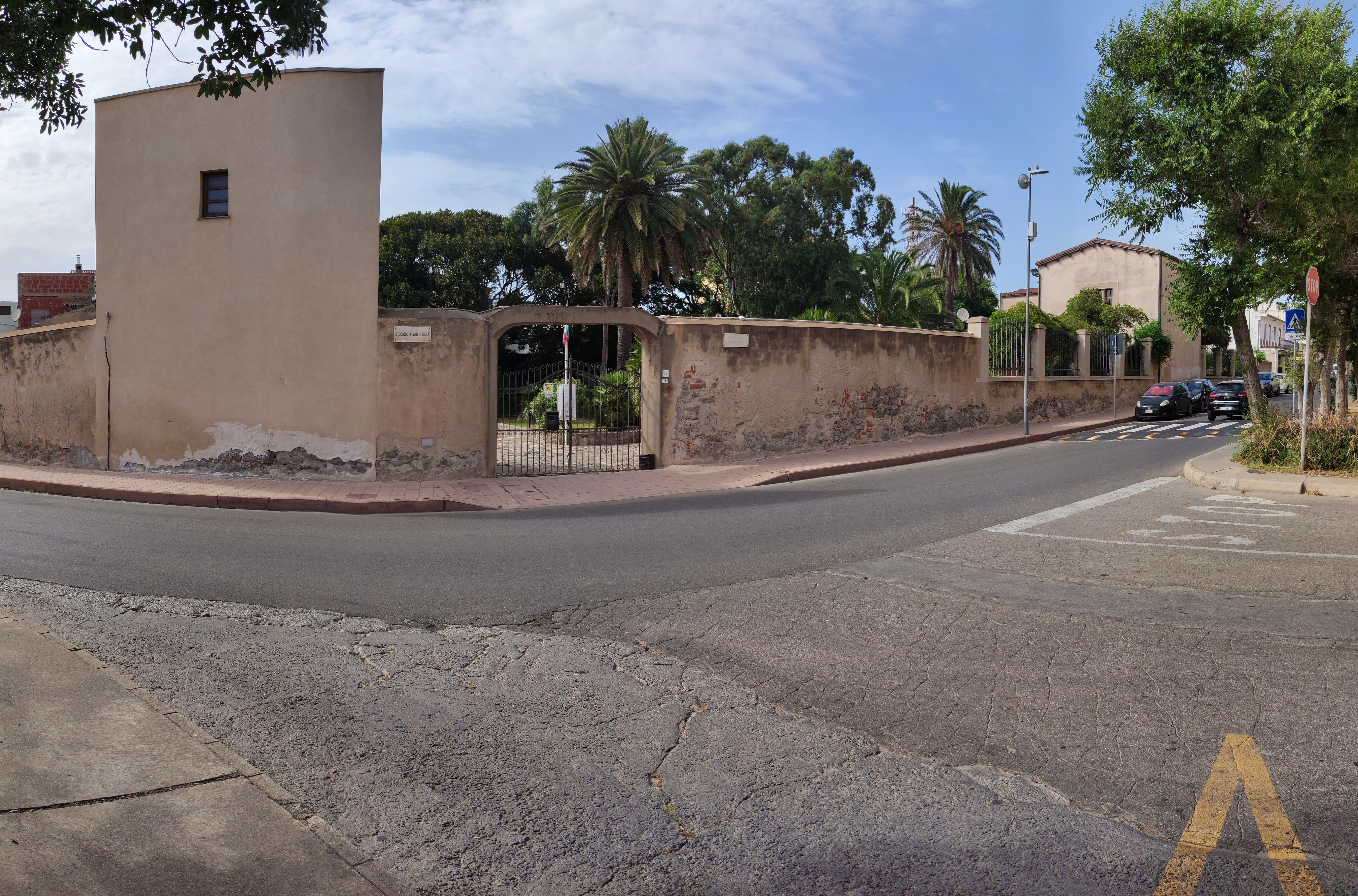
Su Marchesu

### Siti archeologici
- Crobettana: sepolcri in grotta dell'età del rame
- Bacu Ollasta nuraghe complesso e capanne
- Su Medadeddu: circoli megalitici
- Su Piccinu Mortu: circoli megalitici, resti di nuraghe e tombe romane
- Su Stangioni/San Giorgio: villaggio del neolitico antico, capanna della cultura di Bonnanaro, necropoli fenicio-punica e romana
- Punta Maiorchina[26]: villaggio nuragico e tombe romane
- Nuraghe Atzori: nuraghe complesso
- Paringianeddu: resti di epoca nuragica e romana
- Nuraghe Crixionis: nuraghe indefinito
- Nuraghe Paringianu: nuraghe indefinito
- Nuraghe Sa domu de Pedru: nuraghe indefinito

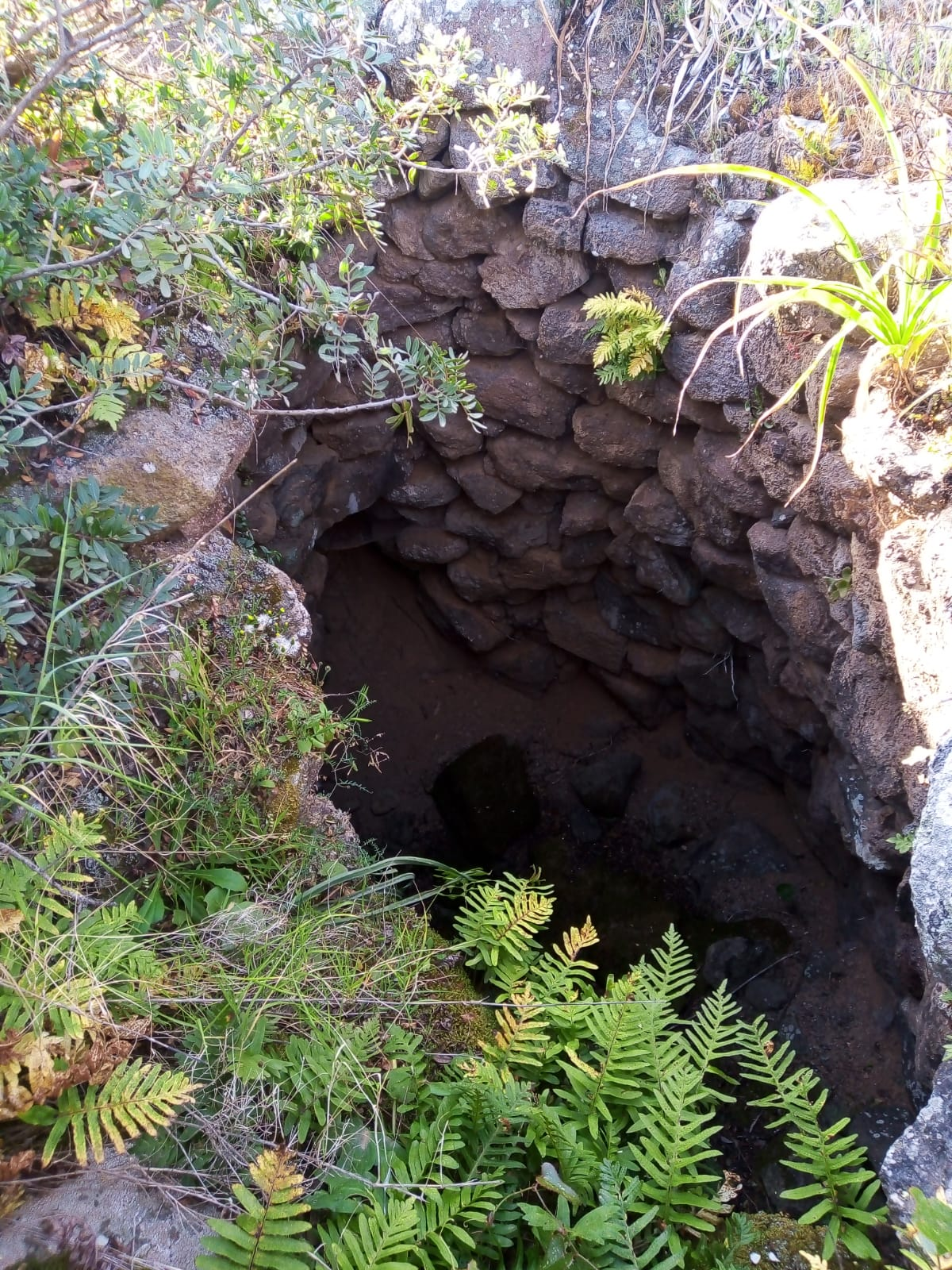
Nuraghe presso Punta Maiorchina
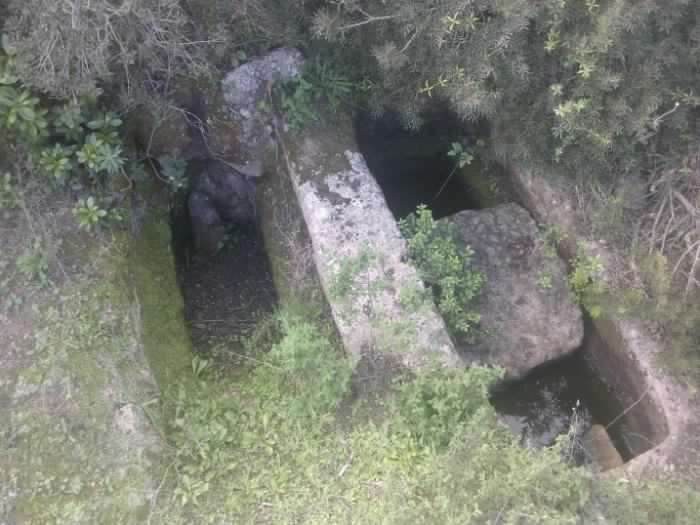
Tombe romane presso Punta Maiorchina

### Cale, coste e spiagge del Comune

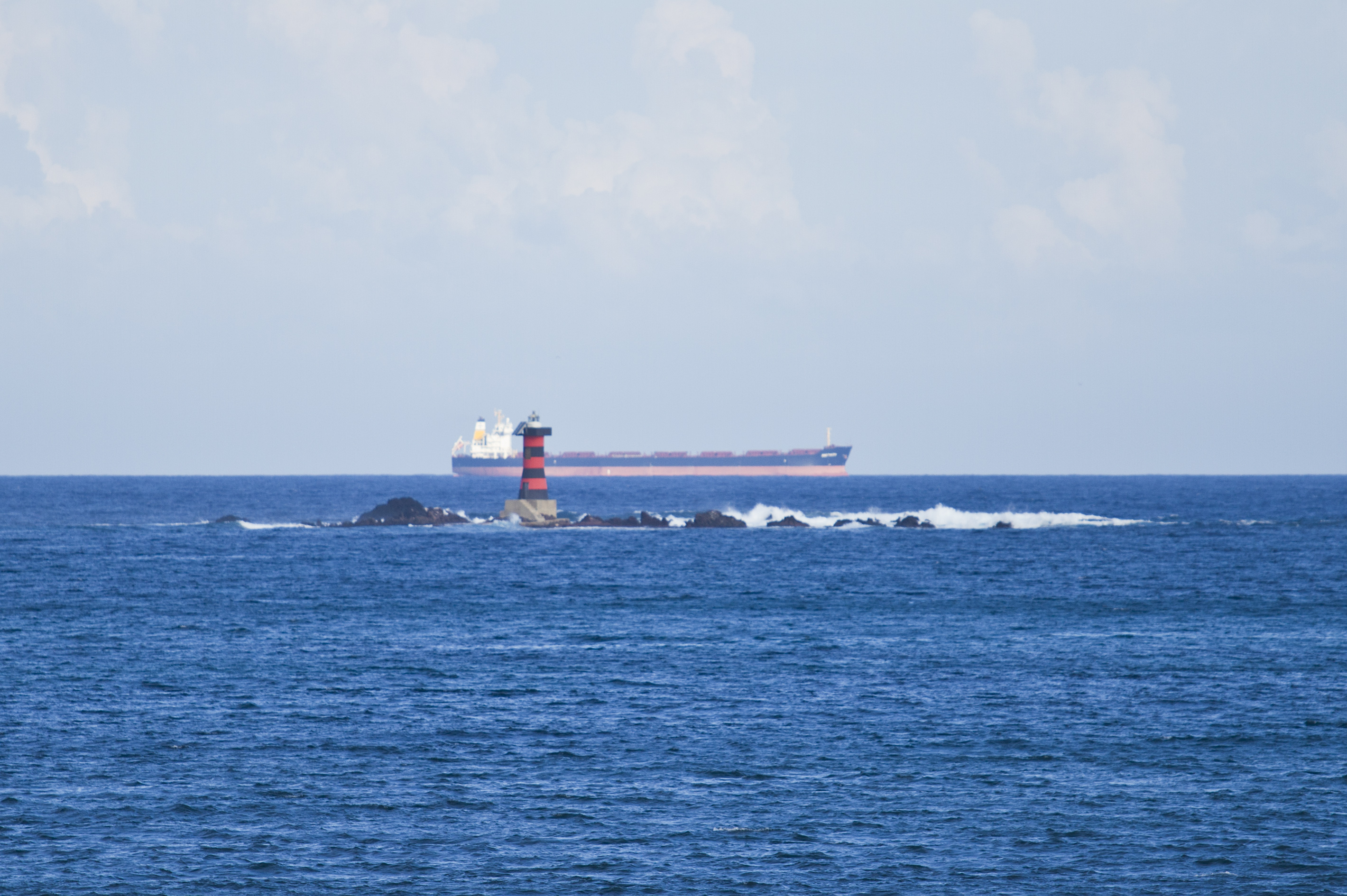
Il faro dello scoglio della Ghinghetta

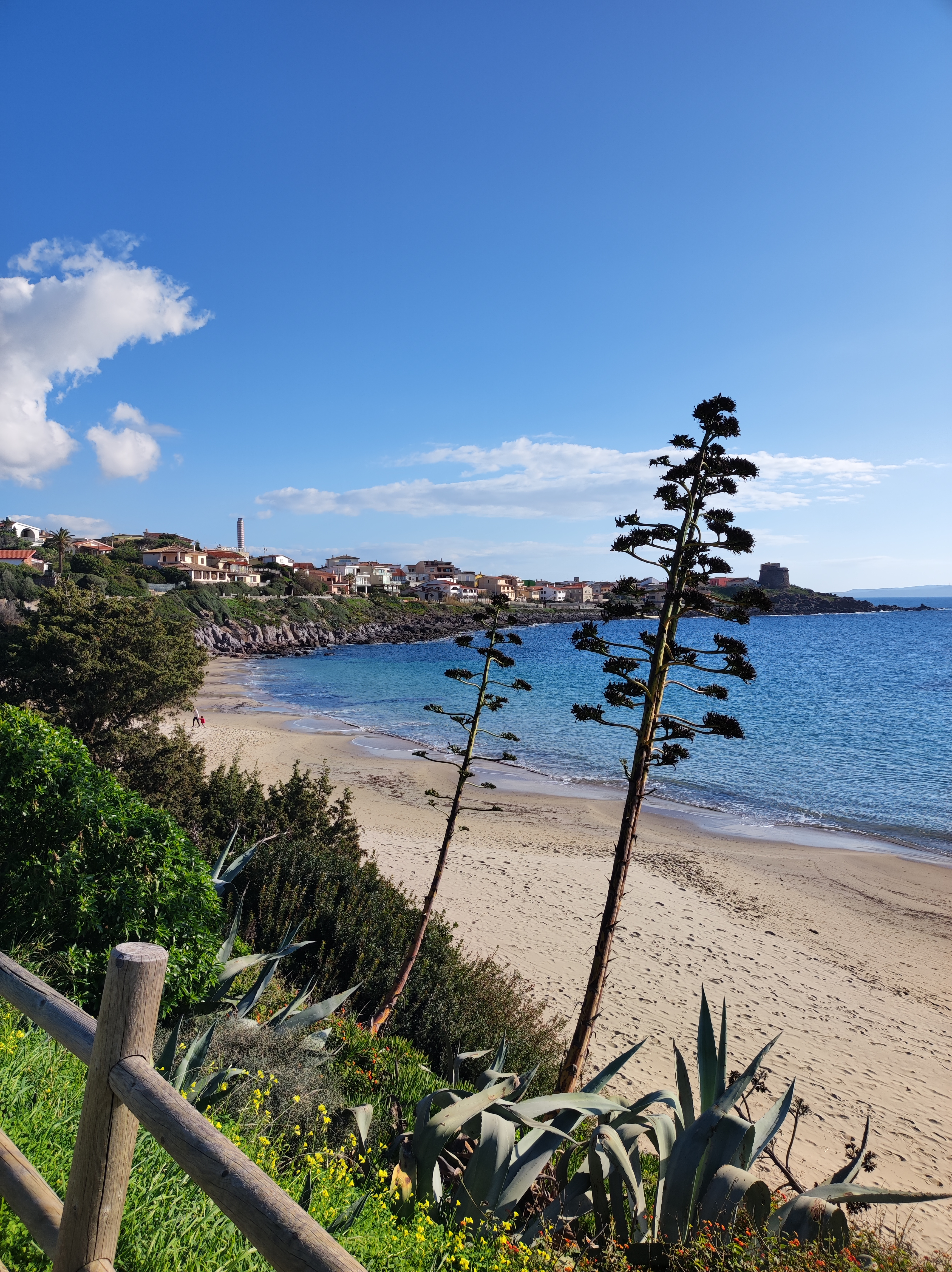
Portopaglietto

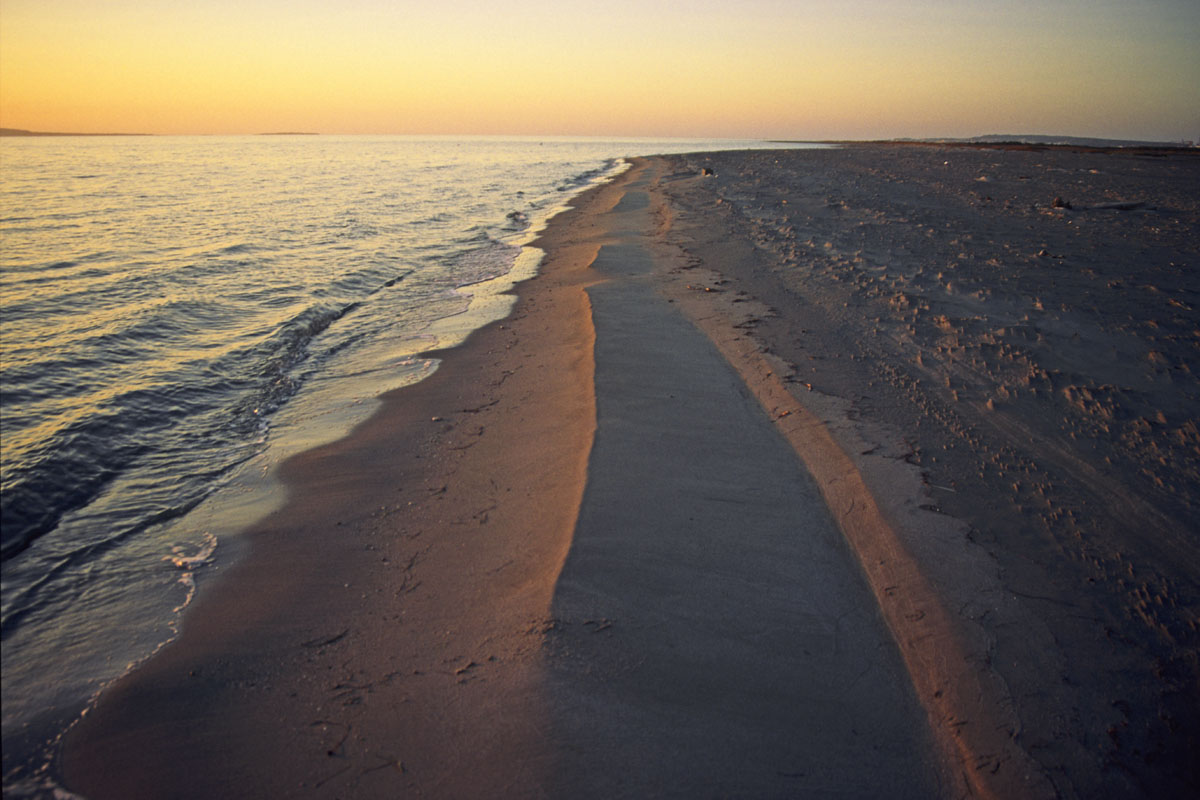
Spiaggia di Punta S'Aliga, località dove è praticato il kitesurfing

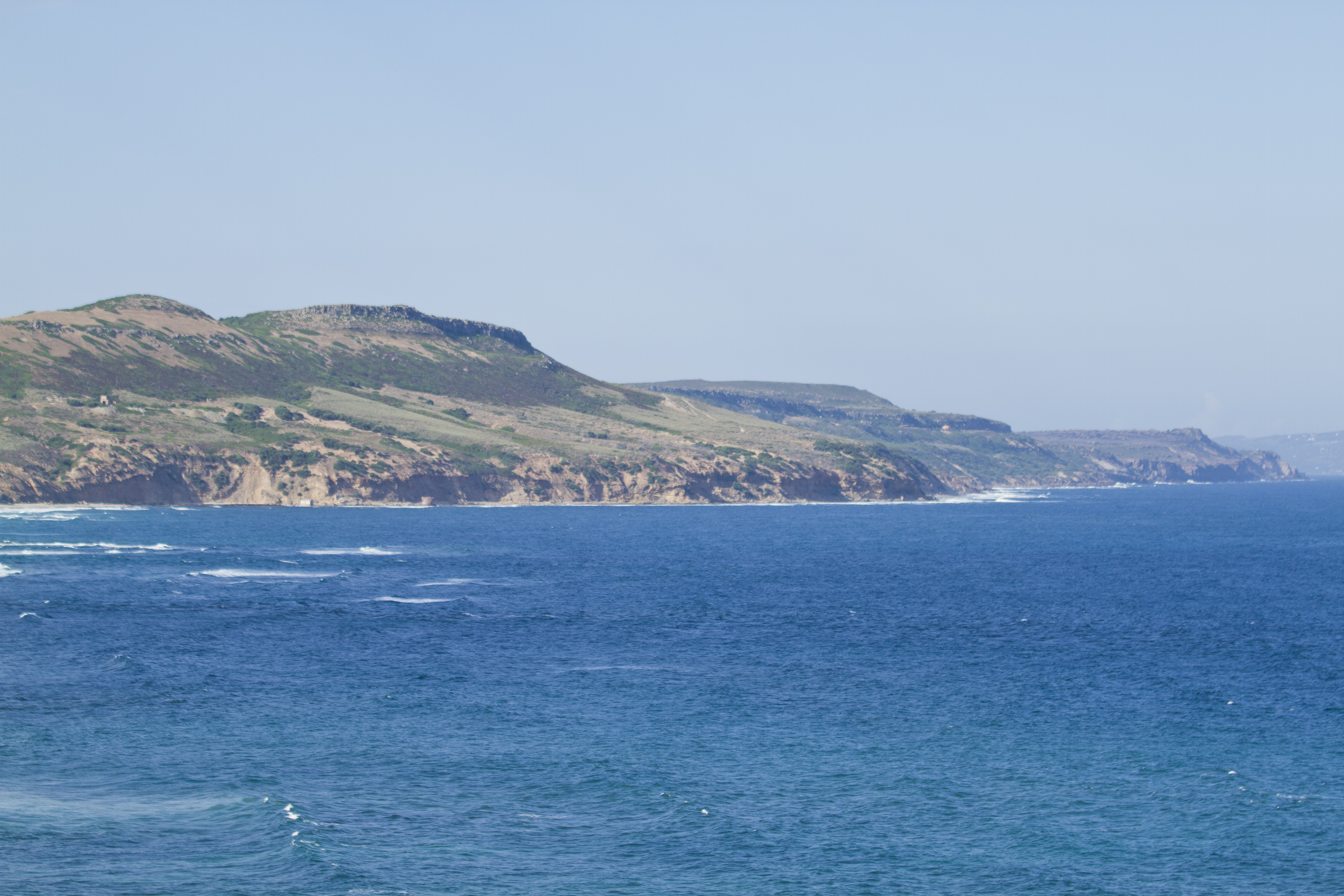
Sullo sfondo a destra, il tratto di costa di Guroneddu

Nel litorale del Comune di Portoscuso, partendo da nord verso sud, si hanno le seguenti cale, coste e spiagge più conosciute:
- Costa Guroneddu (cioè: foruncoletto o tubercolo)
- Costa Buca de Flùmini (cioè: bocca del fiume) con alte falesie (oltre 40 m.)
- Costa Crobetana (cioè: copertura) con alte falesie (fino a 107 m.)
- Costa Capo Altano già Giordano: nel poggio (alto 64 m.) i ruderi delle batterie militari
- Costa Punta Su Lacu de S'Aqua (cioè: punta vasca o vascone dell'Acqua)
- Spiaggetta isola dei Meli o Su Scogliu Mannu (cioè: scoglio grande)
- Costa Crobetanedda (cioè: piccola copertura) con alte falesie (oltre 40 m.)
- Costa Punta Niedda (cioè: punta nera)
- Costa Rocce Piatte
- Costa La Cala o la Spiaggia dei Tedeschi
- Costa Sa Cala de Su Zùrfuru (cioè: la Cala dello zolfo)
- Costa Punta Portupaleddu o Punta di Portopaglietto (cioè: della paglia marina o dell'alga)
- Spiaggia di Portopaglietto o Portupaleddu
- Costa Paleturri o Pal'e Turri (cioè: dietro la torre)
- Costa Punta Su Scoglieddu (cioè: punta dello scoglietto)
- Isolotto o scoglio della Ghinghetta con fanale
- Spiaggetta Sa Caletta o Cala della Ghinghetta
- Spiaggetta Tonnara Su Pranu (cioè: tonnara del piano)
- Spiaggia di Portoscuso: zona alterata dall'ampliamento del porticciolo turistico e per i pescatori
- Costa Punta de Sa Furrungonara (cioè: punta dell'angolo o del cantone)
- Spiaggia Is Canneddas o Is Canelles (cioè: canne di palude): alterata dall'ampliamento del porto industriale
- Portovesme: porto commerciale e industriale del Sulcis
- Spiaggia di Portovesme: zona alterata dall'ampliamento del porto industriale di Portovesme
- Portu de Sa Linna (cioè: porto della legna): zona alterata dall'ampliamento del porto industriale di Portovesme
- Spiaggia Punta Tabarchina: zona alterata dal bacino dei fanghi rossi
- Spiaggia Punta de Sa Femina (cioè: punta della donna): zona alterata dal bacino dei fanghi rossi
- Costa Punta de Sa Femina: zona alterata dal bacino dei fanghi rossi
- Spiaggia Punta S'Aliga (cioè: punta delle alghe o punta dell'immondizia)
- Costa Punta S'Aliga
- Costa Boi Cerbus (cioè: bue cervo)

## Società

### Evoluzione demografica
Abitanti censiti

### Etnie e minoranze straniere
Secondo i dati ISTAT la popolazione straniera residente al 31 dicembre 2019 era di 72 persone, pari all'1,5% della popolazione totale. Le nazionalità maggiormente rappresentate erano:
1. Romania: 17
2. Marocco: 14
3. Cina: 6

### Lingue e dialetti
La variante del sardo parlata a Portoscuso è il campidanese comune.

### Tradizioni e folclore

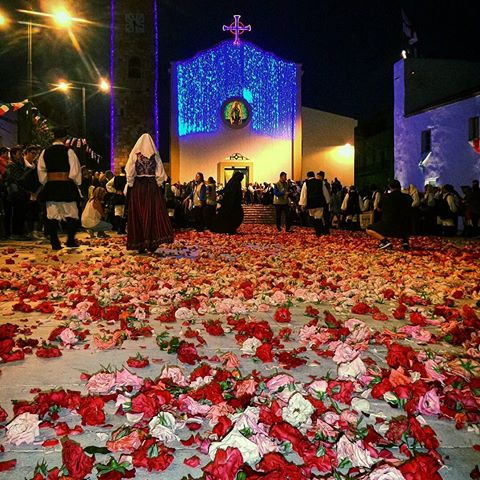
Chiesa di Santa Maria d'Itria durante le celebrazioni della festa patronale

- Festa di Santa Maria d'Itria: viene celebrata il martedì di pentecoste.
- Festa di san Giovanni Battista: il 23 giugno.
- Festa di Sant'Antonio: il 13 giugno.

## Cultura

### Biblioteche
È presente una biblioteca comunale.

### Scuole
Nel territorio comunale sono presenti:
- 2 scuole dell'infanzia
- 2 scuole primarie
- 1 scuola secondaria di primo grado

## Geografia antropica

### Frazioni
Oltre al centro cittadino, il comune di Portoscuso comprende varie località distribuite al di fuori del perimetro urbano. Tra di esse, le più popolose sono: Bruncuteula, Paringianu e Portovesme.

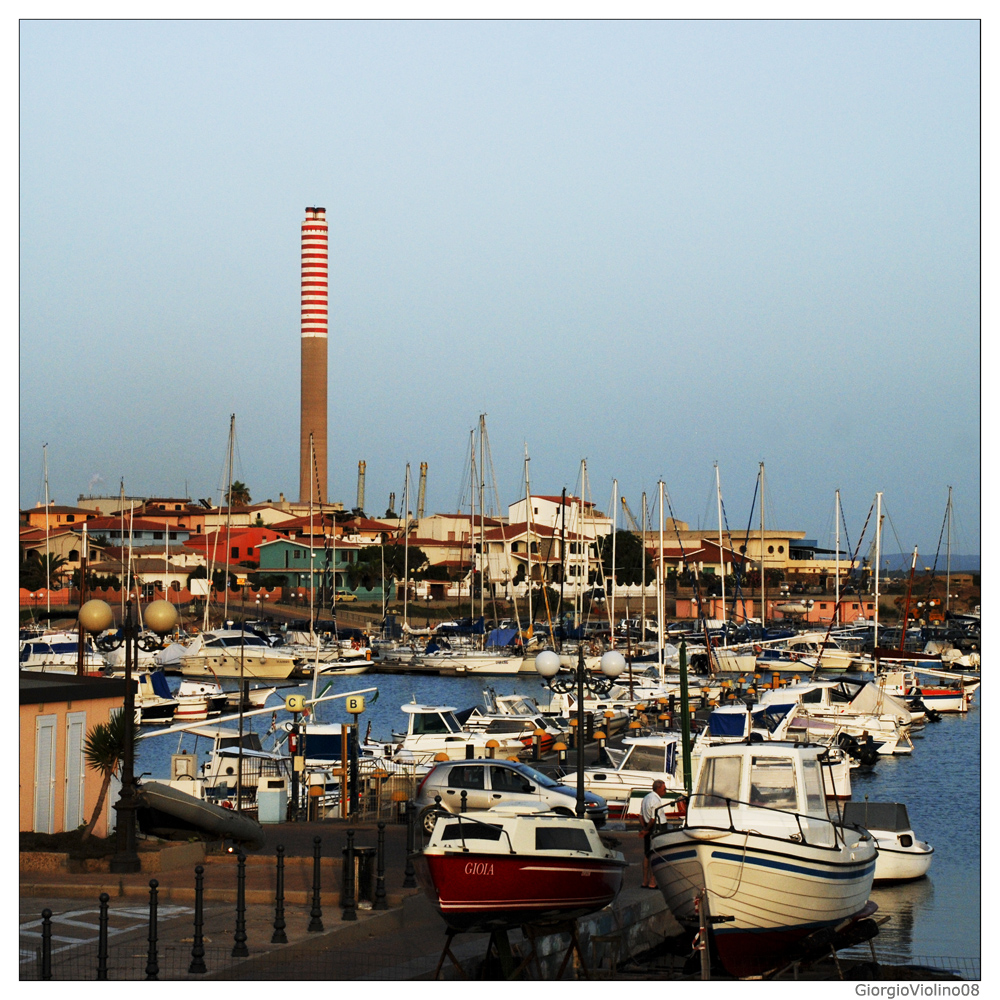
Porto turistico

## Economia
L'economia di Portoscuso si basa principalmente sul settore secondario (dove spicca il polo industriale di Portovesme) e terziario. Il tonno pescato dalla tonnara di Su Pranu viene esportato in massima parte in Giappone.
Al 2023 Portoscuso era il comune con il reddito pro capite più alto dell'ex provincia del Sud Sardegna, pari a 19.600 €. A livello regionale primeggia Cagliari con un reddito pro capite di 25.315 €.

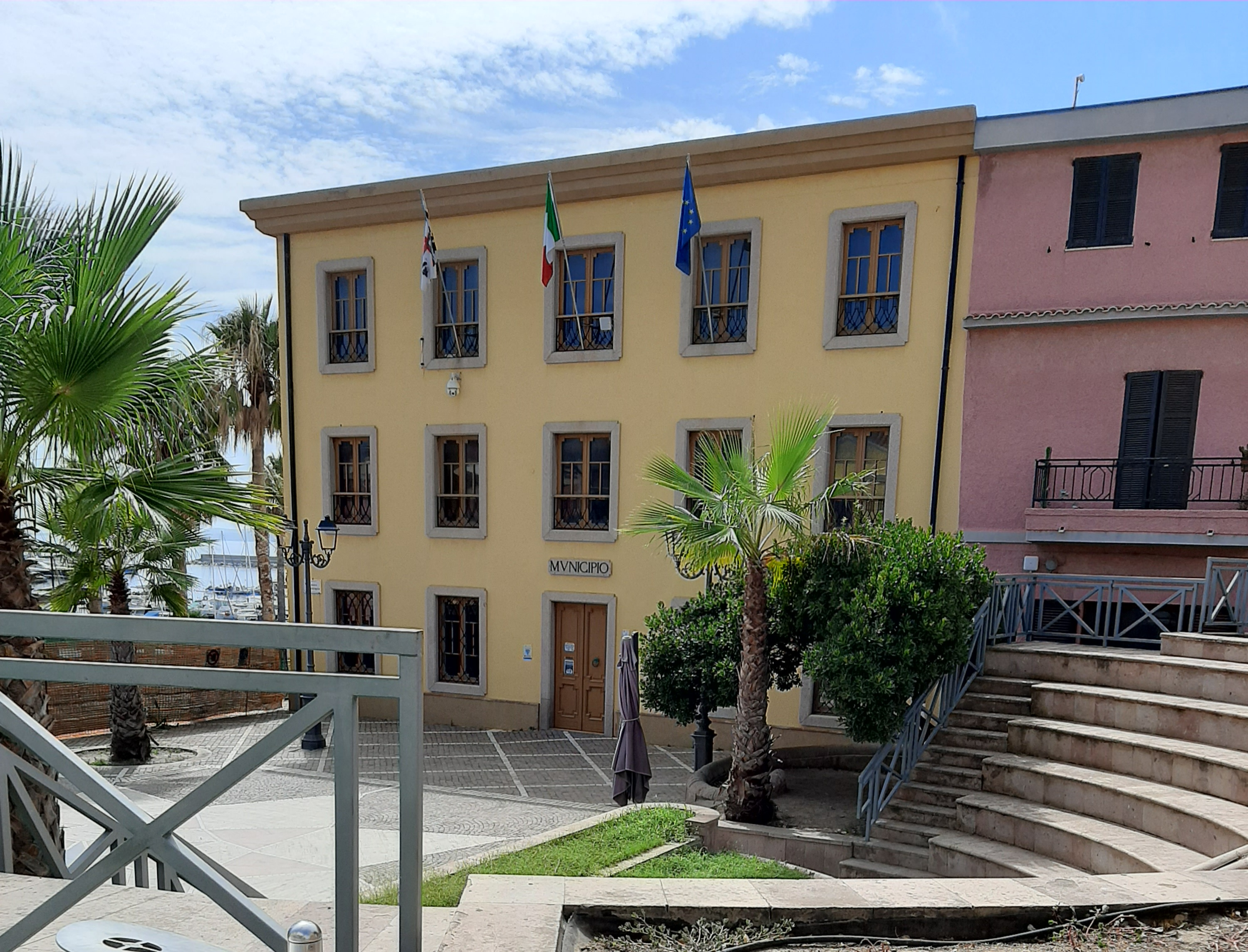
Municipio

## Amministrazione
| Periodo | Periodo   | Primo cittadino          | Partito                           | Carica  | Note |
| ------- | --------- | ------------------------ | --------------------------------- | ------- | ---- |
| 1997    | 2002      | Maria Francesca Cherchi  | PDS                               | Sindaco |      |
| 2002    | 2003      | Adriano Puddu            | Lista Civica                      | Sindaco |      |
| 2004    | 2007      | Ignazio Salvatore Atzori | Lista Civica                      | Sindaco |      |
| 2007    | 2012      | Adriano Puddu            | Lista Civica                      | Sindaco |      |
| 2012    | 2017      | Giorgio Alimonda         | Lista Civica - Portoscuso Insieme | Sindaco |      |
| 2017    | 2022      | Giorgio Alimonda         | Lista civica - Portoscuso Insieme | Sindaco |      |
| 2022    | in carica | Ignazio Salvatore Atzori | Lista civica - Portoscuso Insieme | Sindaco |      |

## Sport

### Calcio
La principale squadra di calcio del paese è l'A.S.D. Portoscuso Calcio che nella stagione 2021/2022 militava in Terza Categoria. È nata nel 1964 e i colori sociali sono il giallo e il rosso. 

### Calcio a 5
Attualmente il paese ha una squadra di calcio a 5, denominata anch'essa A.S.D. Portoscuso Calcio, che milita nel campionato regionale di serie C1.  I colori sociali sono il giallo e il rosso.

### Impianti sportivi
- Campo sportivo comunale
- Piscina comunale

## Galleria d'immagini

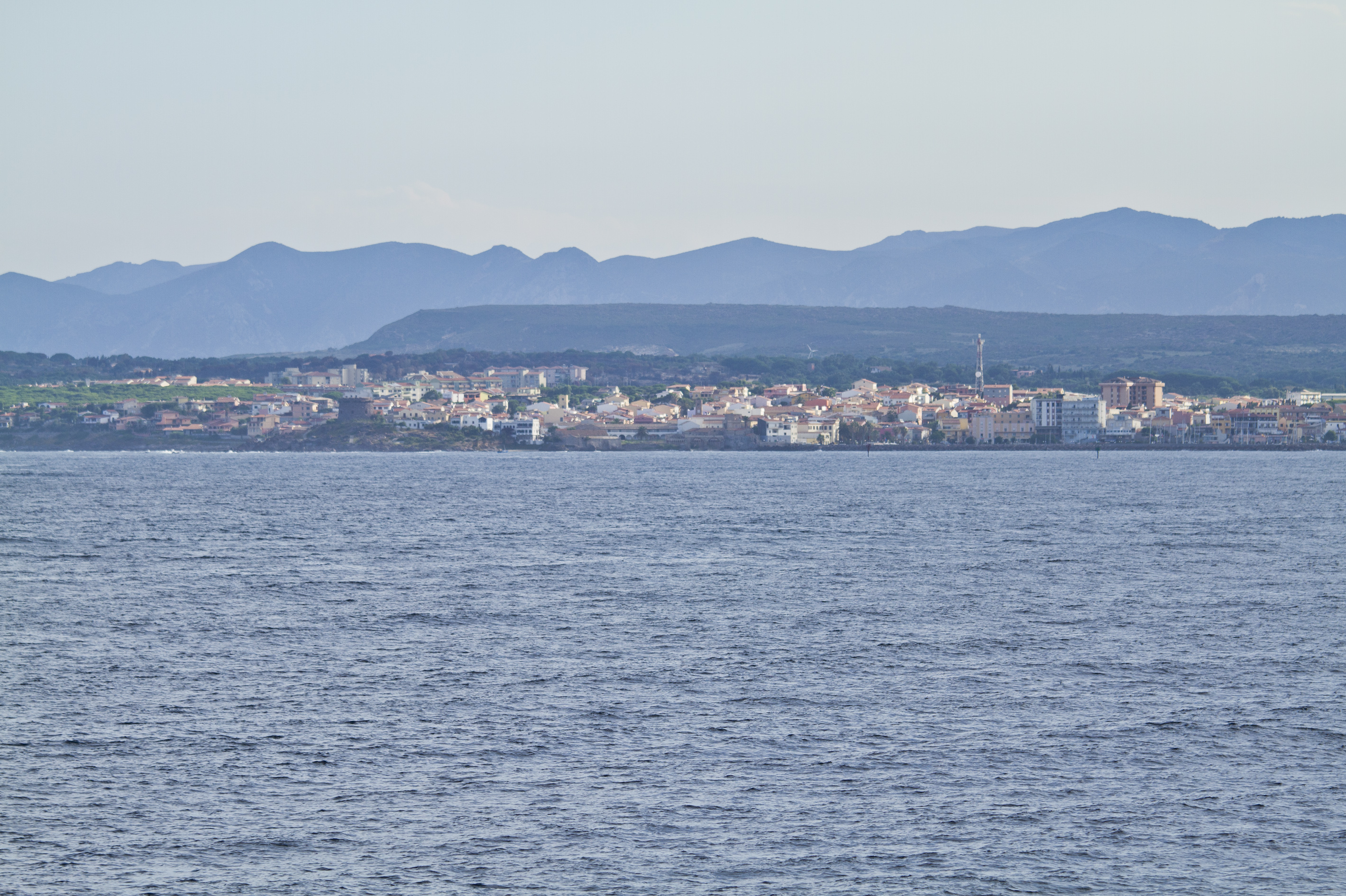
Vista del paese dal mare
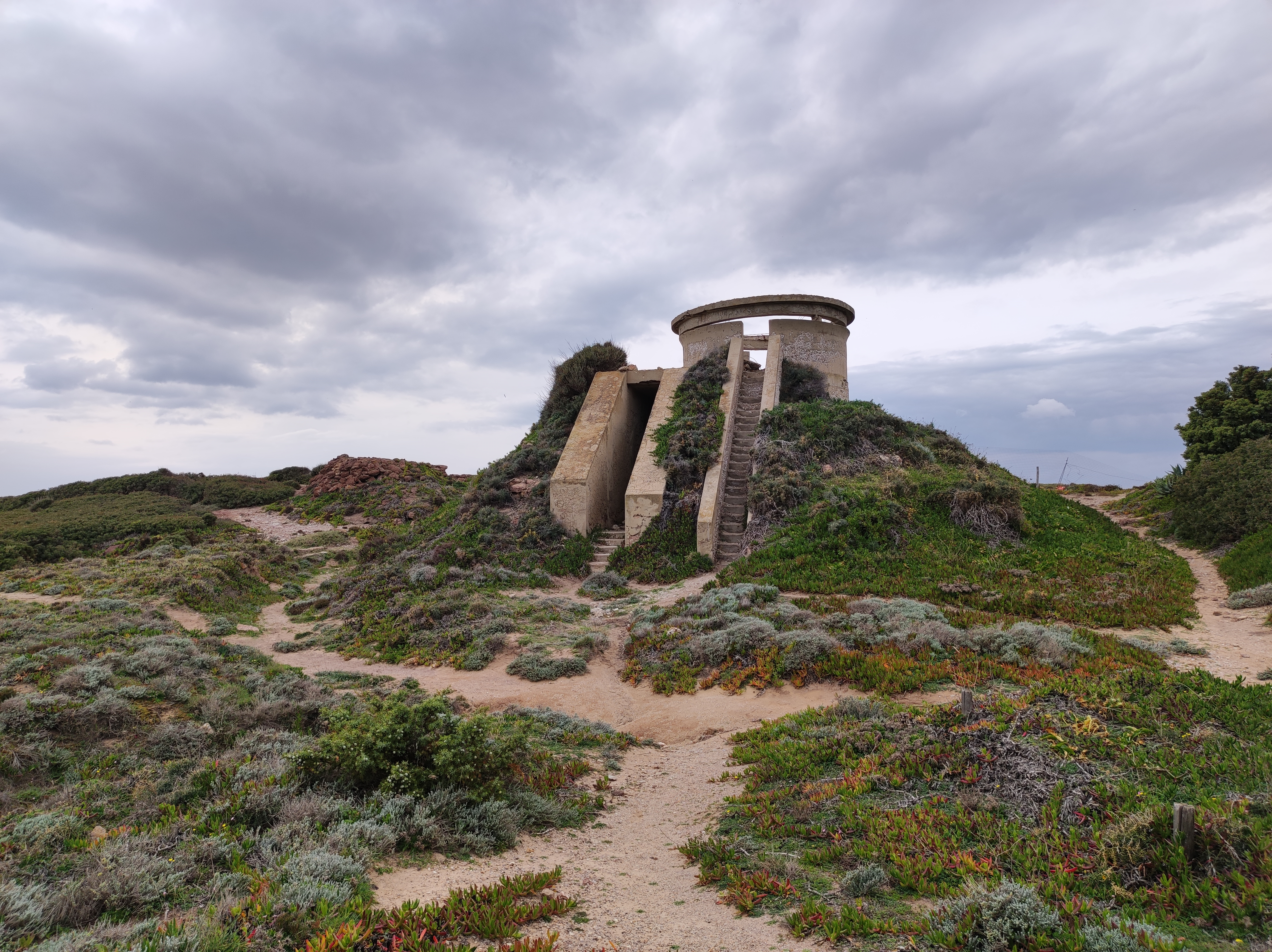
Batteria antinave e antiaerea Capo Altano
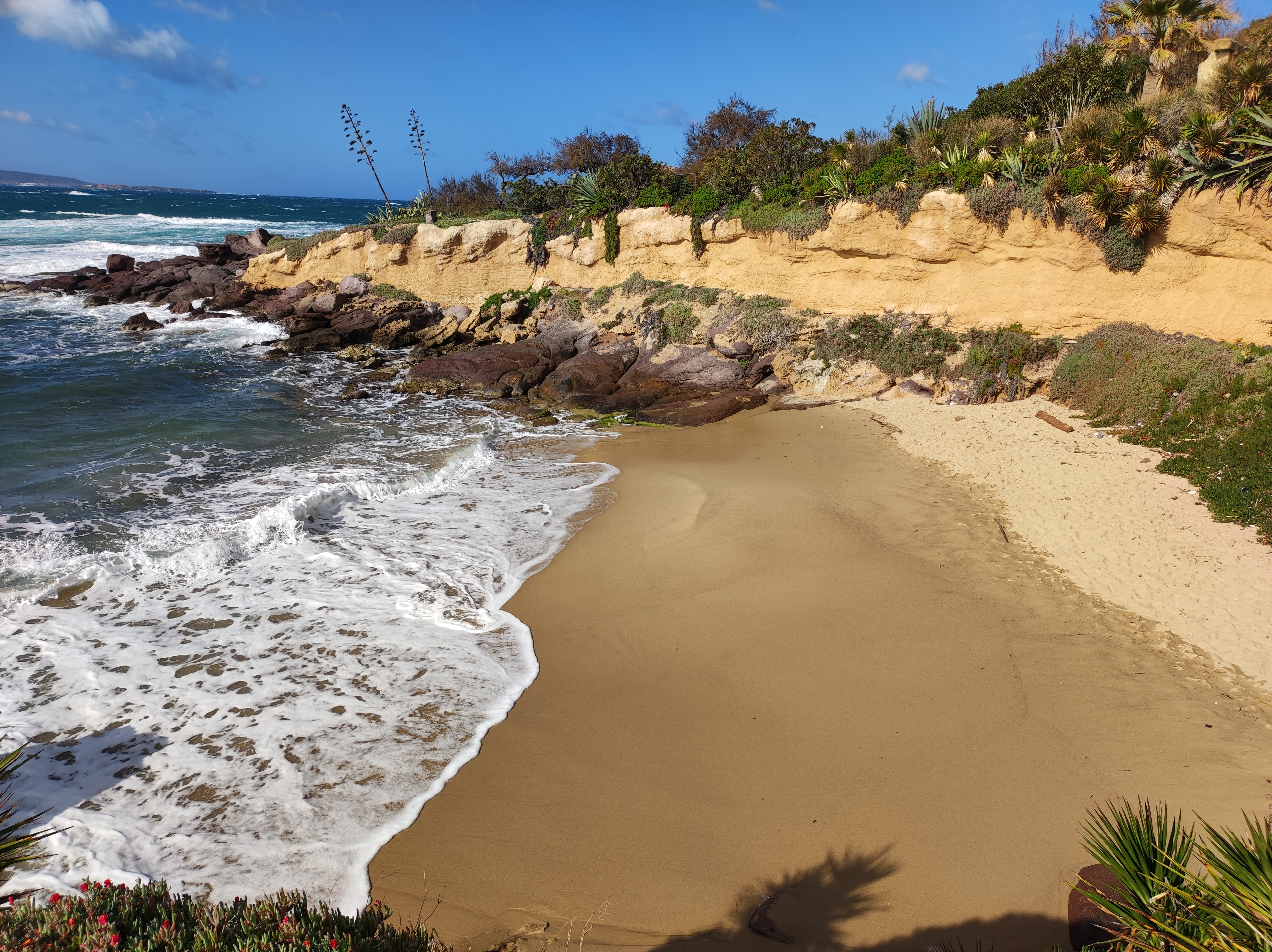
Spiaggia La Caletta
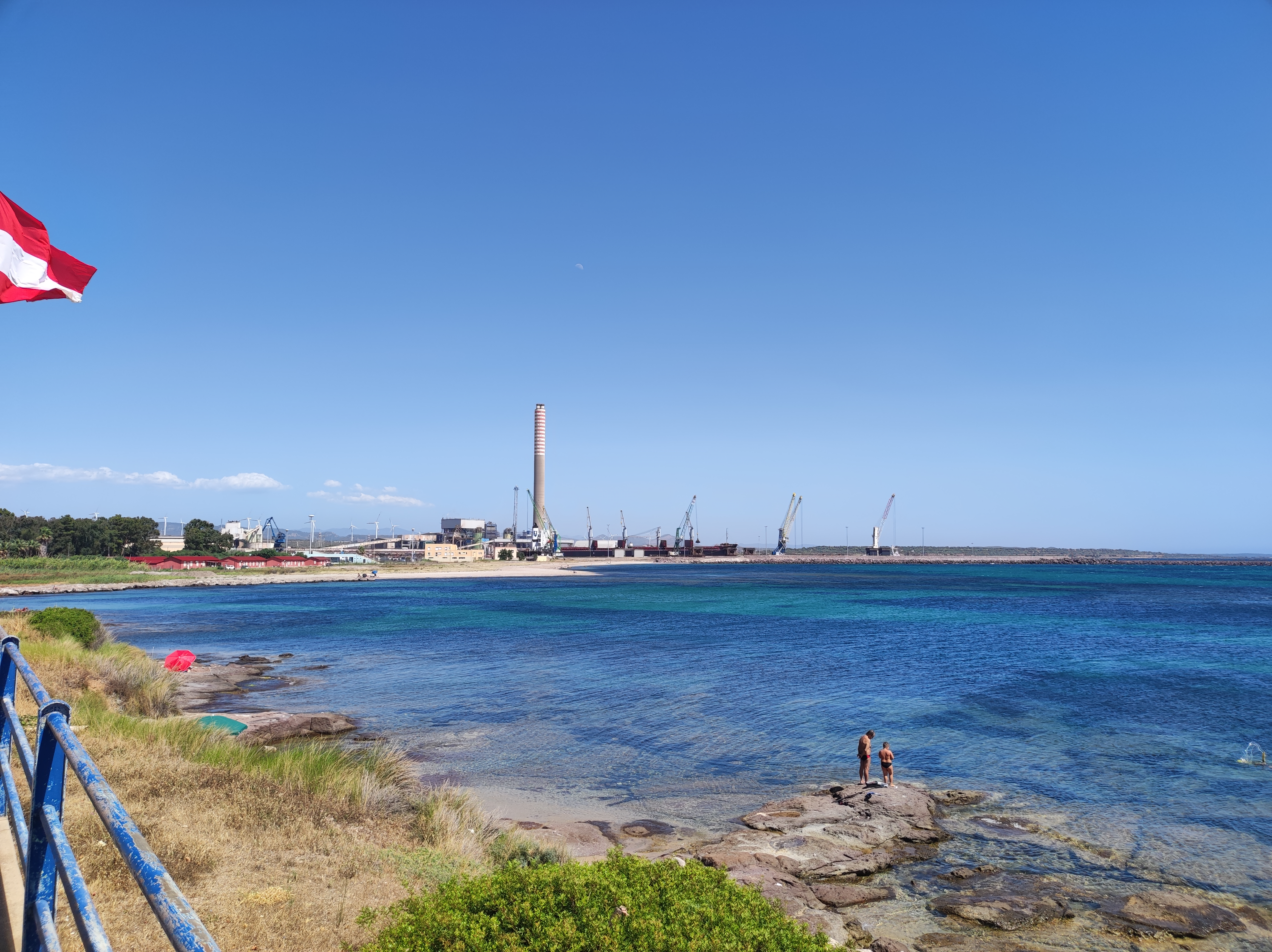
Spiaggia di Portovesme
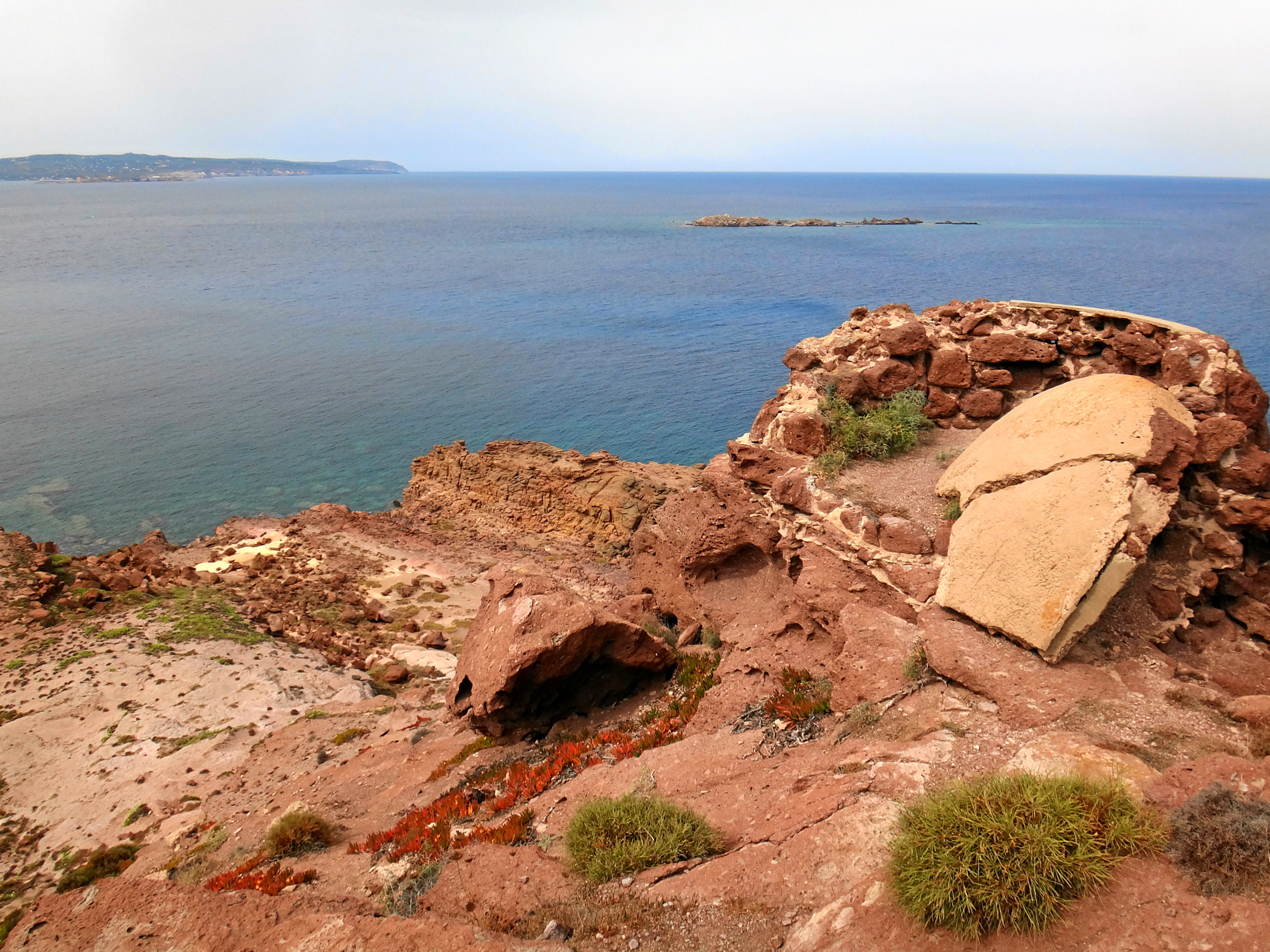
Capo Altano con le sue fortificazioni e sullo sfondo l'isola dei Meli e quella di San Pietro